# Dany Robin
Dany Robin (Clamart, 14 d'abril de 1927 - París. 25 de maig de 1995) va ser una actriu francesa, "Petite fiancée de la France" a la postguerra, es va convertir en una de les principals vedettes femenines de la dècada de 1950. Va ser la protagonista femenina de Topaz (1969) i considerada com l'última « rossa hitchcockiana » de la història del cinema.

## Biografia
Primer premi de dansa al Conservatori Nacional Superior de Música i Dansa de París el 1943, va entrar a la tropa de Roland Petit. Primer premi de comèdia al Conservatori d'Art Dramàtic, Dany Robin va ser el tipus d'ingènua dels anys cinquanta.
Comença al cinema amb una pel·lícula de Marc Allégret, Lunegarde. Descoberta el 1943 per Marcel Carné, fa un paper secundari a Les Portes de la nuit. Però va ser amb El silenci és d'or de René Clair amb el que va obtenir l'estatus d'estrella.
Va tornar al costat de Louis Jouvet a Les amoureux sont seuls au monde d'Henri Decoin el 1947, a Une histoire d'amour de Guy Lefranc el 1951, i el 1953, al costat de Jean Marais a dues comèdies : Les Amants de minuit i Julietta. El públic s'enamorà de la jove gitana que interpreta el 1954, a Cadet Rousselle d'André Hunebelle.
Dany Robin va posar fi a la seva carrera cinematogràfica després d'un últim paper ambigu a Topaz d'Alfred Hitchcock el 1969: interpreta l'esposa d'un agent secret (Frederick Stafford) i la mare d'una nena (Claude Jade) casada amb un periodista (Michel Subor) i també la mestressa d'un periodista (Michel Piccoli). Va fer la seva última aparició als escenaris, durant l'estiu de 1994, amb el le Bal des voleurs, una peça de Jean Anouilh, en el marc del festival d'Anjou.
Ha estat casada durant molts anys amb l'actor Georges Marchal, amb qui té dos fills: Frédérique i Robin. La parella es va separar el 1968. No es troben allunyats l'un de l'altre al cementiri de Montfort-l'Amaury a Yvelines, el poble on van viure molt de temps en un castell del segle xviii, que mai van deixar de restaurar.
Dany Robin es va casar per segon cop amb Michael Sullivan, l'empresari irlandès dels primers James Bond. Els dos van morir arran del foc al seu apartament de París, a la 8 rue du Commandant-Schloesing, a sobre del cementiri de Passy. Estan enterrats junts al cementiri de Montfort-l'Amaury.

## Filmografia

### Cinema
- 1943: Premier prix du conservatoire de René Guy-Grand (Curtmetratge)
- 1944: Lunegarde de Marc Allégret
- 1946: Les Portes de la nuit de Marcel Carné: Étiennette
- 1946: Six heures à perdre d'Alex Joffé i Jean Levitte: Rosy
- 1947: El silenci és d'or de René Clair: Lucette
- 1947: Le destin s'amuse d'Emil-Edwin Reinert: Gabrielle
- 1947: L'Éventail d'Emil-Edwin Reinert: Martine
- 1947: Une jeune fille savait de Maurice Lehmann: Corinne
- 1947: Les amoureux sont seuls au monde de Henri Decoin: Monelle Picart
- 1949: La Passagère de Jacques Daroy: Nicole Vernier
- 1949: La Voyageuse inattendue de Jean Stelli: Dany
- 1949: La Soif des hommes de Serge de Poligny: Julie
- 1949: Au p'tit zouave de Gilles Grangier: Hélène
- 1949: Vedettes en liberté de Jacques Guillon (curtmetratge)
- 1949: Autour d'une collection de Jean-Claude Huisman (curtmetratge)
- 1951: Le Plus Joli Péché du monde de Gilles Grangier: Zoé
- 1951: Deux sous de violettes de Jean Anouilh: Thérèse Delbez
- 1951: Une histoire d'amour de Guy Lefranc: Catherine Mareuil
- 1952: Douze heures de bonheur / Jupiter de Gilles Grangier: Yvette Cornet
- 1952: Elle et moi de Guy Lefranc: Juliette
- 1952: La Fête à Henriette de Julien Duvivier: Henriette
- 1953: Les Amants de minuit de Roger Richebé: Françoise Letanneur
- 1953: Act of Love d'Anatole Litvak: Lise Gudayec/Madame Teller
- 1953: Julietta de Marc Allégret: Julietta Valendor
- 1954: Les Révoltés de Lomanach de Richard Pottier: Monique de Lomanach
- 1954: Tempi nostri d'Alessandro Blasetti: Her
- 1954: Cadet Rousselle d'André Hunebelle: Violetta Carlino
- 1954: Escale à Orly de Jean Dréville: Michèle Tellier
- 1955: Napoléon de Sacha Guitry: Désirée Clary
- 1955: Frou-Frou d'Augusto Genina: Antoinette Dubois dit Frou Frou
- 1955: Paris canaille de Pierre Gaspard-Huit: Penny Benson
- 1956: C'est arrivé à Aden de Michel Boisrond: Eléonore 'Nora' de Savigny
- 1956: Bonsoir Paris, bonjour l'amour de Ralph Baum: Annick Bernier
- 1957: Le Coin tranquille / Déshabillez-vous Madame de Robert Vernay: Danielle
- 1957: L'École des cocottes de Jacqueline Audry: Ginette Masson
- 1957: Quand sonnera midi de Edmond T. Gréville: Christine Dumartin
- 1957: C'est la faute d'Adam de Jacqueline Audry: Eléonore 'Nora' de Savigny
- 1957: Mimi Pinson de Robert Darène: Mimi Pinson
- 1958: Suivez-moi-jeune-homme de Guy Lefranc: Françoise Marceau
- 1959: Les Dragueurs de Jean-Pierre Mocky: Denise
- 1959: Le Secret du chevalier d'Éon de Jacqueline Audry: La comtesse de Monval
- 1960: La Française et l'Amour de Henri Verneuil, dans le sketch : L'adultère: Nicole Perret
- 1960: Motif de divorce: l'amour (Scheidungsgrund : liebe) de Cyril Frankel: Marylin
- 1961: Conduite à gauche de Guy Lefranc: Catherine
- 1961: Les Amours célèbres de Paul Gordeaux, de Michel Boisrond, dans le sketch : Lauzun
- 1962: Les Mystères de Paris d'André Hunebelle: Irène
- 1962: Les Femmes du général / Mademoiselle et son dragon (Waltz of the Toreadors) de John Guillermin: Ghislaine
- 1962: Les Parisiennes de Marc Allégret: Antonia
- 1962: Mandrin, bandit gentilhomme de Jean-Paul Le Chanois: Baronne d'Escourt
- 1962: Follow the Boys de Richard Thorpe: Michele Perrier
- 1963: Comment trouvez-vous ma sœur ? de Michel Boisrond: Martine Jolivet
- 1964: Sursis pour un espion de Jean Maley: Plantilla:Mme Roussel
- 1965: La Corde au cou de Joseph Lisbona: Isabelle
- 1966: Don't lose your head de Gerald Thomas: Jacqueline
- 1968: The Best House in London de Philip Saville: Babette
- 1969: Topaz d'Alfred Hitchcock: Nicole Devereaux

### Televisió
- 1965: Version grecque (telefilm) : Bacchis
- 1966: The Dick Emery Show (Sèrie de televisió)